# اتفاقية الصحة والسلامة المهنية 1981
اتفاقية الصحة والسلامة المهنية 1981 هي اتفاقية تابعة لمنظمة العمل الدولية.
أنشأت في عام 1981 مع ديباجة تفيد:
في عام 2002 تم اعتماد البروتوكول الإضافي لهذه الاتفاقية.

## التصديقات
اعتبارا من عام 2014 فإن الاتفاقية صدقتها 63 دولة بينما عشر دول منها صدقت أيضا على البروتوكول الإضافي.